# ヘルフォルト郡
ヘルフォルト郡（ドイツ語: Kreis Herford、1911年から1969年までは Landkreis Herford と表記）は、ドイツ連邦共和国ノルトライン＝ヴェストファーレン州のオストヴェストファーレン＝リッペ地方（空間的にはデトモルト行政管区と一致する地理上の名称）に位置する郡である。郡庁所在地はヘルフォルトである。
ヘルフォルト郡は、その大部分がラーフェンベルガー丘陵地に位置し、人口密度が高い。ベルリン/ハノーファーからライン/ルール方面やオランダに至る国際的主要交通路が本郡を通っている。この軸に沿って都会化された中核地区があることで、本郡はヴェストファーレン東部のギュータースロー＝ビーレフェルト＝ミンデン人口密集地域の一部をなしている。この地域は多彩な業種の工業が定着しているが、特に家具産業と繊維産業が盛んである。
1816年にプロイセンのクライス（郡）としてヴェストファーレン州に設けられた本郡は、1832年以降、ヘルフォルトが一時的に郡独立市になった事を除けば、ほとんどその郡域が変更されていない。1969年以降、本郡は6市3町村からなっている。ヘルフォルト郡は「ヴィテキンツラント」というニックネームを与えられている。

## 地理

### 位置
ヘルフォルト郡は、ノルトライン＝ヴェストファーレン州北東部、オストヴェストファーレンの北部、すなわちデトモルト行政管区に位置している。本郡は、北はミンデン＝リュベッケ郡、南東はリッペ郡、南西は郡独立市のビーレフェルトおよびギュータースロー郡（以上いずれもノルトライン=ヴェストファーレン州）、西はニーダーザクセン州のオスナブリュック郡と境を接している。郡の広がりは、東西が最大 35 km、南北が 23 km で、面積は約 450 km2 である。最寄りの大都市には、ビーレフェルトの他にオスナブリュック（郡境から西に 30 km）やハノーファー（北北東に 70 km）がある。

### 郡の構成
ヘルフォルト郡は、人口約 253,000人で、以下の 6市 3町村からなる。
| 市 1. ビュンデ (Bünde 45,891) 2. エンガー (Enger 20,724) 3. ヘルフォルト (Herford 67,265) 4. レーネ (Löhne 40,162) 5. シュペンゲ (Spenge 14,389) 6. フロートー (Vlotho 18,403) 町村 1. ヒデンハウゼン (Hiddenhausen 19,896) 2. キルヒレンゲルン (Kirchlengern 16,517) 3. レーディングハウゼン (Rödinghausen 9,889) 人口は、2023年12月31日現在の数値である。 |

郡庁所在地ヘルフォルトは大規模郡所属市、ビュンデとレーネは中規模郡所属市にあたる。これらにヒデンハウゼンを加えた地域は、ひとかたまりの都市群を形成している。ヒデンハウゼンとヘルフォルトが郡内で最も人口が高い地域である。この重要な交通軸から離れた郡の周縁部（レーディングハウゼン、フロートー、シュペンゲ）は、それほど都市化されていない。

### 自然環境

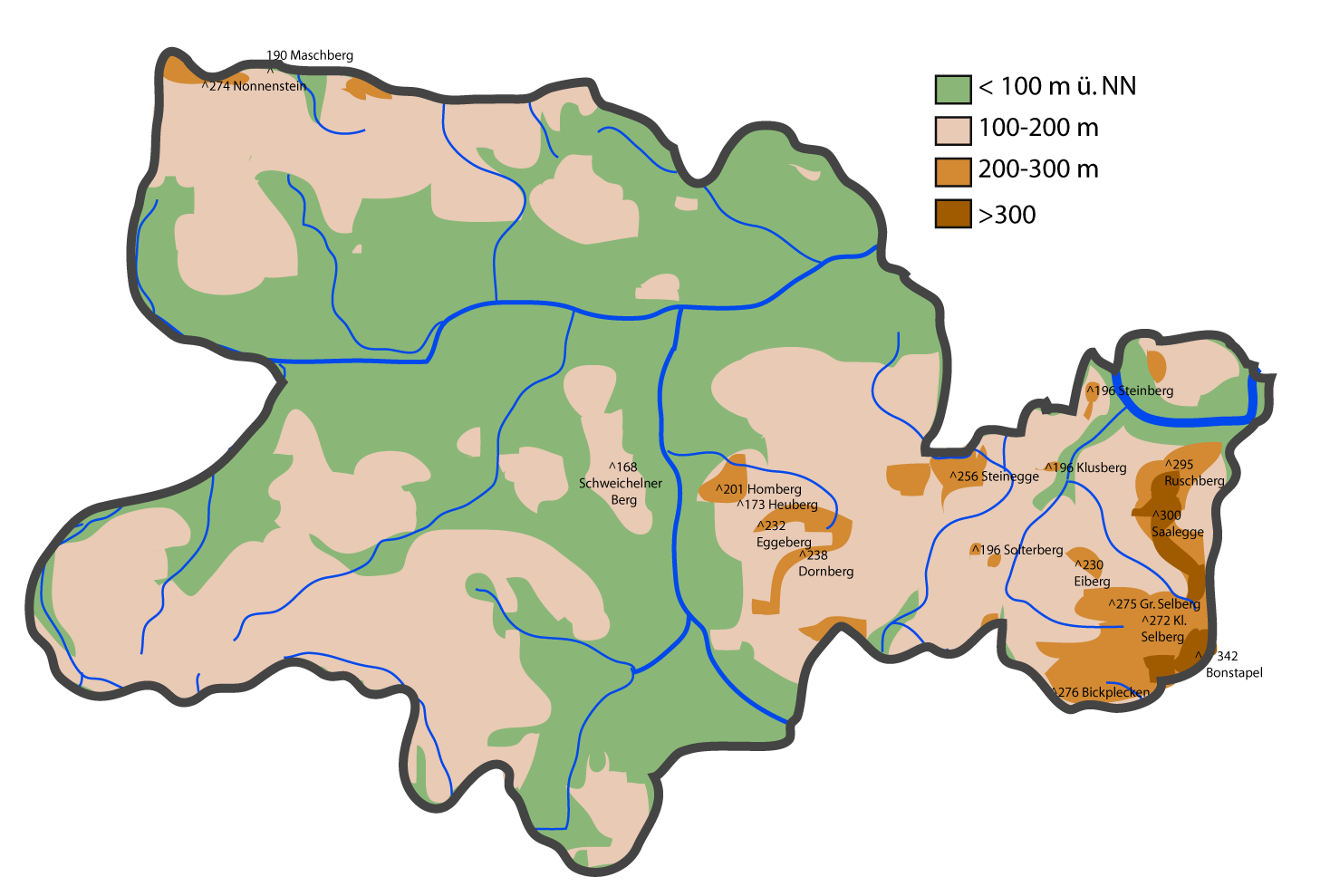
ヘルフォルト郡の高度分布

本郡は、北はヴィーエン山地、南はトイトブルクの森周縁部、東はヴェーザー川の谷とリッパー山を境界としている。西はキーファーバッハとヴァルメナウ以外に顕著な自然の境界はない。ヘルフォルト郡西部の郡境はニーダーザクセン州との州境でもあり、さらに19世紀のプロイセン王国ヴェストファーレン州とハノーファー王国との歴史的境界でもあった。
郡域は、その全体がヴェーザーベルクラントに包含され、ラーフェンベルガー盆地（およびラーフェンベルガー丘陵）、すなわちラーフェンベルガー・ラント（ラーフェンベルク地方）の中核部を形成している。フロートーだけは、その大部分がラーフェンベルガー丘陵ではなく、リッパー・ベルクラント（リッパー山地）に属す。ラーフェンベルガー盆地には海抜 50 m から 140 m の間の軽い起伏がある。この盆地は高さ 300 m 強に及ぶ山地に囲まれている。数多くの小さな谷（ジーケまたはジッケと呼ばれる）がこれに急峻な切れ込みを刻んでいる。ヘルフォルト郡の郡境をなすヴィーエン山地の尾根が延びる北西部の外れには、海抜 274 m のノンネンシュタインがある。しかし、郡内で最も高い地点は郡南東部にある。フロートーのボンスターペルの海抜 342 m がこれである。また、これに近い高さの 4つの峰、ネッテルベルク (304 m)、ザーレッゲ (300 m)、ルーシュベルク (294 m)、ビックプレッケン (276 m) もフロートーに位置している。最も高度が低い地点は、レーネのヴェレアウエンの海抜 48 m とフロートーのヴェーザー川の谷の海抜 47 m である。

### 気候
この地域で支配的なのは、大西洋の海洋性気候である。この気候は中央ヨーロッパの、大洋から大陸への移行部で見られる。冬は穏やかで、夏は適度の暑さがある。風は主に西または南西から吹き、降水をもたらす。降水量は夏季にやや多い。オスニング、ヴィーエン山地、メラー山に囲まれた地形であることからトイトブルク森の風上側のような極端な多雨にはならない。長期間（1961年 - 1990年）の統計では、平均年間降水量は 1471.1時間であった（ヘルフォルト測候所）。以下にヘルフォルトでの1971年から2000年の平均気象データを示す。
| ヘルフォルト（1971年- 2000年の平均値）の気候 | ヘルフォルト（1971年- 2000年の平均値）の気候 | ヘルフォルト（1971年- 2000年の平均値）の気候 | ヘルフォルト（1971年- 2000年の平均値）の気候 | ヘルフォルト（1971年- 2000年の平均値）の気候 | ヘルフォルト（1971年- 2000年の平均値）の気候 | ヘルフォルト（1971年- 2000年の平均値）の気候 | ヘルフォルト（1971年- 2000年の平均値）の気候 | ヘルフォルト（1971年- 2000年の平均値）の気候 | ヘルフォルト（1971年- 2000年の平均値）の気候 | ヘルフォルト（1971年- 2000年の平均値）の気候 | ヘルフォルト（1971年- 2000年の平均値）の気候 | ヘルフォルト（1971年- 2000年の平均値）の気候 | ヘルフォルト（1971年- 2000年の平均値）の気候 |
| 月                                           | 1月                                          | 2月                                          | 3月                                          | 4月                                          | 5月                                          | 6月                                          | 7月                                          | 8月                                          | 9月                                          | 10月                                         | 11月                                         | 12月                                         | 年                                           |
| -------------------------------------------- | -------------------------------------------- | -------------------------------------------- | -------------------------------------------- | -------------------------------------------- | -------------------------------------------- | -------------------------------------------- | -------------------------------------------- | -------------------------------------------- | -------------------------------------------- | -------------------------------------------- | -------------------------------------------- | -------------------------------------------- | -------------------------------------------- |
| 日平均気温 °C （°F）                         | 1.9 (35.4)                                   | 2.4 (36.3)                                   | 5.4 (41.7)                                   | 8.8 (47.8)                                   | 13.4 (56.1)                                  | 15.9 (60.6)                                  | 18.0 (64.4)                                  | 17.7 (63.9)                                  | 14.0 (57.2)                                  | 9.9 (49.8)                                   | 5.5 (41.9)                                   | 3.2 (37.8)                                   | 9.7 (49.5)                                   |
| 降水量 mm （inch）                           | 77.0 (3.031)                                 | 53.0 (2.087)                                 | 68.0 (2.677)                                 | 53.0 (2.087)                                 | 67.0 (2.638)                                 | 81.0 (3.189)                                 | 68.0 (2.677)                                 | 70.0 (2.756)                                 | 75.0 (2.953)                                 | 64.0 (2.52)                                  | 67.0 (2.638)                                 | 84.0 (3.307)                                 | 827.0 (32.559)                               |
| 平均月間日照時間                             | 50.0                                         | 76.0                                         | 106.0                                        | 158.0                                        | 212.0                                        | 193.0                                        | 203.0                                        | 204.0                                        | 134.0                                        | 106.0                                        | 55.0                                         | 38.0                                         | 1,533.5                                      |
| 出典：ドイツ気象庁 (DWD) Herford:            |                                              |                                              |                                              |                                              |                                              |                                              |                                              |                                              |                                              |                                              |                                              |                                              |                                              |

上記のヘルフォルトの気候データは郡内の多くの市町村の代表値として提示した。少なくとも、レーネ、ビュンデ、エンガー、ヒデンハウゼン、キルヒレンゲルンは自然環境の点ではヘルフォルトと同様の環境にある。フロートーやレーディングハウゼン一部は比較的高度が高いため、月平均気温が 0.5 ℃程度低い。

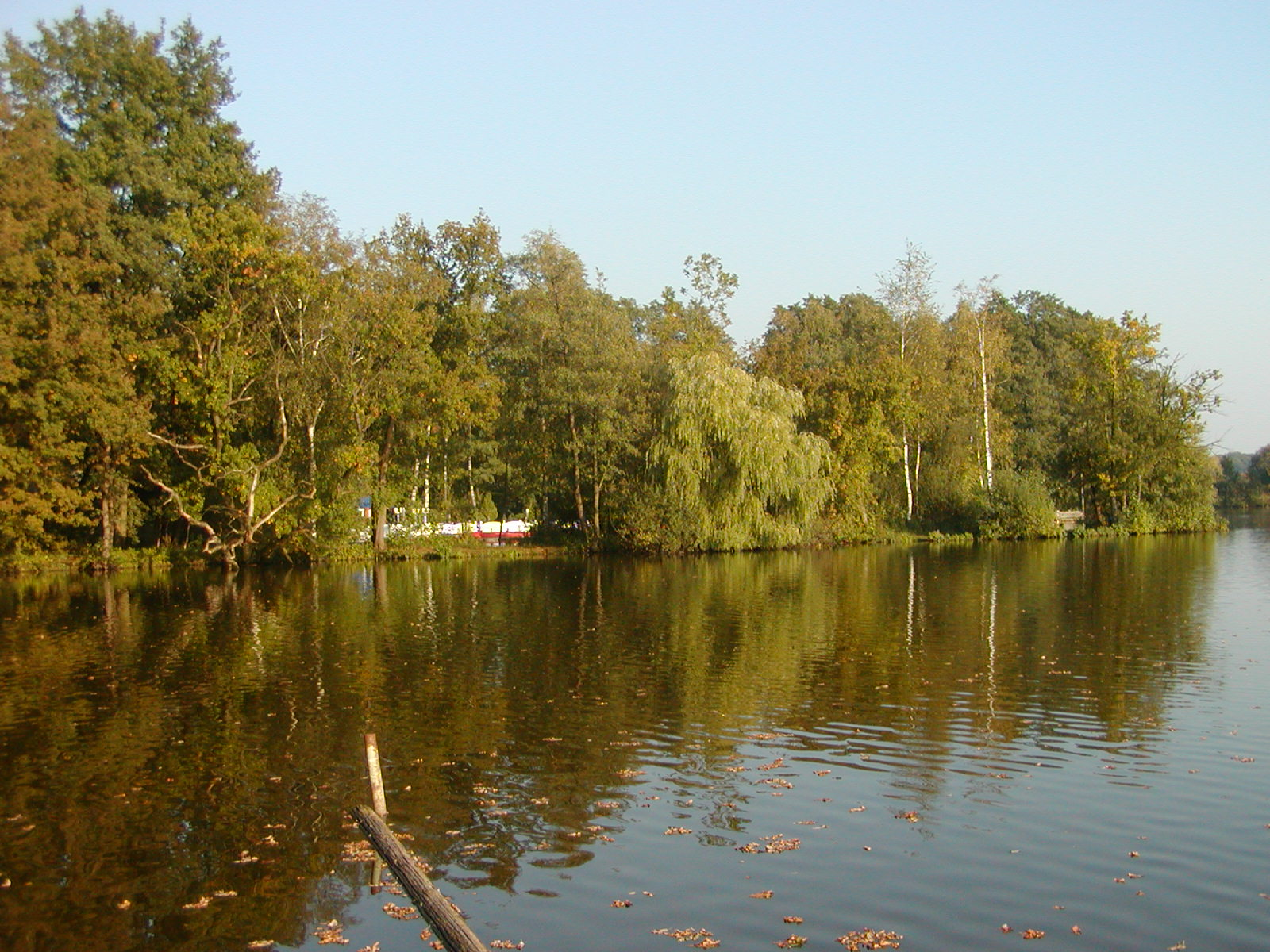
ヒュッカー・モーア

### 水
ヘルフォルト郡は、ヴィーエン山地とオスニングに囲まれた盆地であるため、非常に水の豊かな土地である。重要な河川としてはヴェーザー川の他に、ヴェレ川、エルゼ川、アー川がある。アー川はヘルフォルトでヴェレ川に注ぐ。ヴェレ川はトイトブルクの森から郡内に入り、初めは南から北に向かって流れ、キルヒレンゲルン近郊で西から東に向かって流れてきたエルゼ川と合流する。ヴェレ川は、その後西から東に向かって流れ、郡境を出たところでヴェーザー川に注ぎ込む。郡境付近の何本かの小川だけがエルゼ川やヴェレ川の水系に属さず、たとえばグローセ・アウエ川やフンテ川を経由してレーディングハウゼンを流れ下る。これらの川も最終的にはヴェーザー川に注ぐ。1973年の地域再編以後、ヴェーザー川はわずかな区間が郡域をかすめるように流れるだけである。ヴェーザー川は郡内最大の川であるとともに、郡内唯一の水運路でもある。郡内最大の湖はシュペンゲのヒュッカー・モーアで、水面の面積は約 12 ha である。

### 土地利用

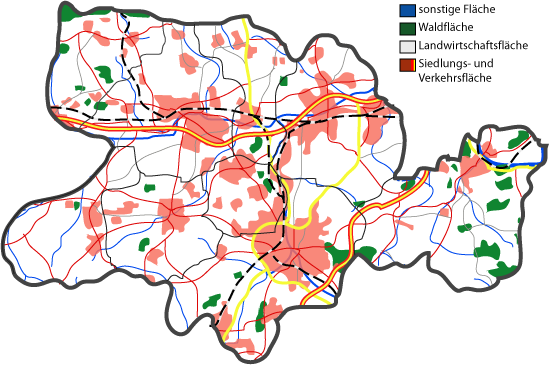
土地利用図。赤が住宅・交通用地、白が農業用地、緑が森林を示す。

肥沃な黄土の土壌であることから、この地域は古くからの入植地であり、昔から農業に利用され発展した森林の少ない耕作地域である。森林面積は、郡域全体のわずか 8.4 % である。主に穀物やトウモロコシ、さらにはアブラナが栽培されている。森の植生は主にオークとクマシデからなる。
重要な交通路沿いに位置し工業化が進んだことにより、本郡は人口密度の高い都市集積地域となっており、その傾向はますます強まっている。この都市帯は郡を超えて、ビーレフェルト、バート・ザルツウフレン、ミンデンといった都市を包含している。本郡はドイツで最も人口密度が高く森林の少ない郡の一つである。全面積の約 30 % が交通住宅用地に充てられている。詳細を以下の表に示す。
| 土地利用目的       | 面積 (ha) | 占有率 |
| ------------------ | --------- | ------ |
| 住宅および交通用地 | 13,117    | 29.1 % |
| 農業用地           | 27,420    | 60.9 % |
| 森林               | 3,769     | 8.4 %  |
| 水域               | 212       | 1.1 %  |
| その他             | 490       | 0.5 %  |
| 合計               | 45,008    | 100 %  |

## 歴史

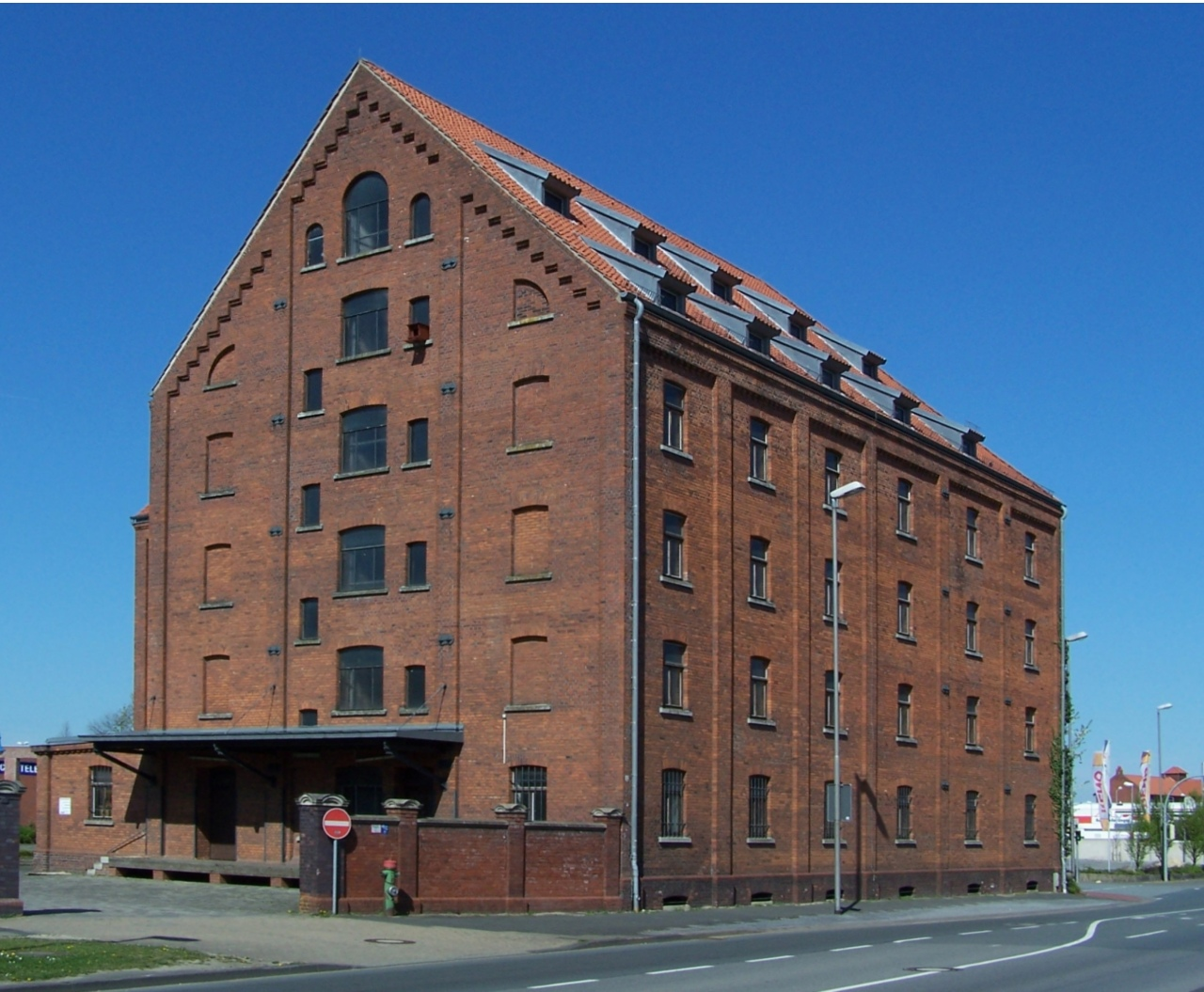
ビュンデのタバコ倉庫

### 住民の歴史
出土品は、連続してはいないものの、石器時代やローマ時代以前からすでにこの地で定住がなされていたことを示している。紀元前後にローマの歴史記録者は、ウァリスの戦いでローマの拡張が止まった辺りに集落があることを記録している。その後、この肥沃な土地にザクセン人のエンゲルン族が定住したが、ヴィドゥキントが治めていた800年頃にフランク人によって征服された。その後中世初期からは、フランク王国のガウの伯やヘルフォルト女子修道院が権力を握った。住民は拡張された国境地域の中の集落で農民として暮らしていた。その後、エルベン、エルプケッター、マルクケッター、ホイアーリングといった社会的階層が徐々に形成されていった。後の辺境分割後、貧しい農民の逃散はごくわずかであった。15世紀に亜麻を栽培し、リネンに加工する産業が興り、新たな生活の糧を得ることができるようになり、工業化の萌芽が見られた。重商主義の時代、リネン加工の家内工業はプロイセンによって奨励された。しかし、機械式織機の導入により低調となり、苦境に陥った労働者は移住を余儀なくされた。1860年頃から始まったタバコ産業が転機をもたらした。これはビュンデの企業家テニース・ヴェレンジークが中心となって興した産業であった。タバコ産業は、新たなケルン＝ミンデン鉄道によって一層に盛んになり、この郡の産業分野を決定づけた。第二次世界大戦では事実上、郡庁所在地のヘルフォルトだけが大きな被害を受けたのだが、戦後ドイツのタバコ産業は技術的な遅れによって衰退し、（主にキッチン用）家具製造が新たな状況を生み出した。

### 行政の歴史

#### 前史
現在の郡域の大部分が、1816年以前はラーフェン伯領（アムト・リムベルク、アムト・フロートー、アムト・シュパレンベルク）に属した。北部と東部のヴェーザー川対岸側はミンデン大司教区、すなわちミンデン侯領（アムト・ハウスベルゲとアムト・ライネベルク）であった。ヘルフォルト市は長年この地にあった女子修道院の所領であり、一時的に自由帝国都市となったこともあった。これら全域が、17世紀にブランデンブルク＝プロイセンの所領となった。ブランデンブルク＝プロイセンは1719年にミンデン＝ラーフェンスベルクと統治の一体化を成し遂げた。例外は小さなヘルフォルト修道院長領だけで、これは1802年まで存続した。旧領邦は、公式には1815年まで存在したのだが、ともにプロイセンが統治することで、2つの旧領邦の境界線は意味を失った。
1806年にこの地域はナポレオンが率いるフランスの支配下となった。1807年から1810年までの間、現在の郡域は事実上フランスの属国であるヴェストファーレン王国の一部（大部分がヴェーザー県のビーレフェルト郡、ウッフェルンはミンデン郡）となった。アー川/ヨハニスバッハ川とヴェレ川の北西部は、1811年から1813年までフランス領（オーバー＝エムス県ミンデン郡）に移管された。ヴェストファーレン王国の残された部分はほぼ完全にフルダ県（ビーレフェルト郡）に併合され、ヴェーザー川東岸地区（ウッフェルン）だけがライネ県リンテルン郡に含まれた。この地域はこの時代にフランスをモデルとした行政機構を採用し、郡の下に数多くのカントン（小郡）が設けられた。プロイセンによる奪還後は、1813年からプロイセンのヴェストファーレン州創設までの間、ヴェーザー川とライン川との間は暫定的に市民管理地区となった。

#### 1816年 - 1968年

1817年から1831年までのミンデン県におけるビュンデ郡とヘルフォルト郡の位置

1832年から1947年のミンデン県におけるヘルフォルト郡（1911年からヘルフォルト市はシュタットクライス（都市郡）として独立した）の位置

1947年から1968年のデトモルト行政管区におけるヘルフォルト郡およびヘルフォルト都市郡の位置

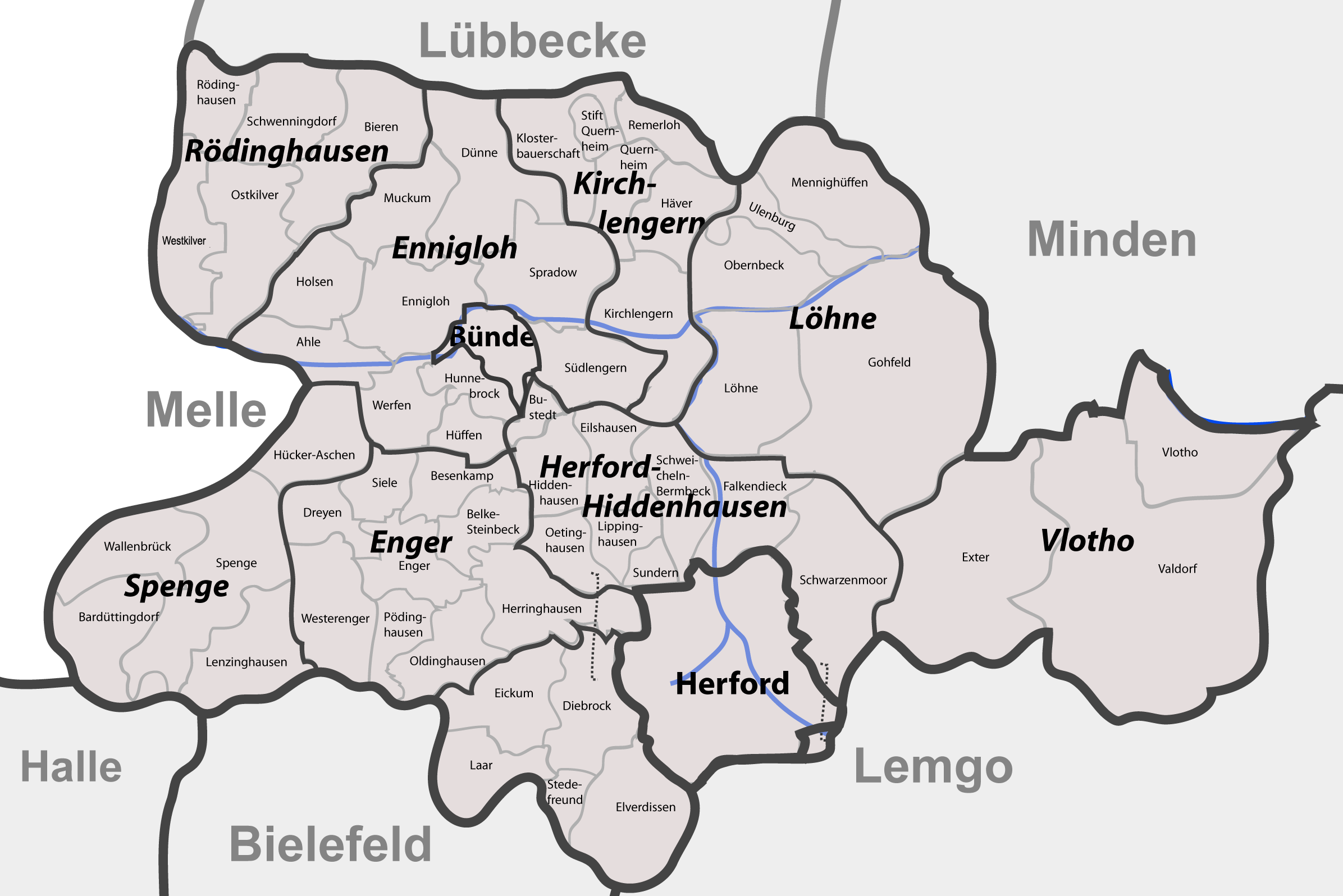
1951年から1968年のヘルフォルト郡およびヘルフォルト市のアムトと市町村

ヘルフォルト郡の設立は 1816年であった。この時のヘルフォルト郡にはヘルフォルト市と当時のキルヒシュピール（教会区）フロートー、ヴァルドルフ、エクスター、レーメ、イェレンベックが含まれた。これはおおむね現在のヘルフォルト、フロートー、バート・エーンハウゼン（の南部および東部）、ビーレフェルト北部のイェレンベック市区に相当する。この郡はプロイセンのヴェストファーレン州ミンデン県に属した。1843年以前、郡はさらにアムトに分割されていた。後に独立した町村は1843年までは独立していない村落であり、すでに上位の行政管区や教会区が設けられていたのである。
この郡の形状について当時の郡長ボリースが「長くて曲がったソーセージのような形」と述べたように、不満が訴えられた。このため、ヘルフォルト郡はビュンデ郡の大部分と統合され、同時にレーメ教会区がミンデン郡に、イェルベック教会区がビーレフェルト郡に移管された。こうして現在のヘルフォルト郡とほぼ同様の郡域となった。1859年にゴーフェルトの小さな地域がミンデン郡に新たに創設されたバート・エーンハウゼン市に移管された。1911年にはヘルフォルト市が郡独立市となり分離されたが、行政機関はそのままこの市に置かれた。
1947年からヘルフォルト郡はノルトライン＝ヴェストファーレン州デトモルト行政管区に属した。いくつかの市町村ごとに形成されたアムトが共同で行政運営を行った。しかし法律上は、市町村は自治体として独立した存在であると規定されていた。ヘルフォルト市の他に58市町村がヘルフォルト郡に属していた。以下に1968年までのアムトの形成について記述する。
- アムト・ビュンデ - 1843年から1902年まで存在した。このアムトにはビュンデ市とデュンネ、シュプラドウ、フンネブロック、ヒュッフェン、ヴェルフェン、ジュートレンゲルン、アーレ、ホルゼン、ムックム、エニヒローの町村およびシュタインラーケ耕牧地が含まれた。1813年から存在していたビュンデ運営管区がその前身であった。1843年から1888年までこのアムトはアムト・レーディングハウゼンとともにアムト・ビュンデ＝レーディングハウゼンとして連合体を形成して運営された。ビュンデ市が分離された後（1969年にアムトに属さない都市となった）、アムトの残りの部分はアムト・エニヒローと改称された。
- アムト・エニヒロー - このアムトは1902年から1968年まで存在し、デュンネ、シュプラドウ、フンネブロック、ヴェルフェン、ジュートレンゲルン、アーレ、ホルゼン、ムックム、エニヒローの町村で構成された。1921年まではこの他にシュタインラーケ耕牧地がアムト・エニヒローに含まれた。
- アムト・レーディングハウゼン - このアムトは1843年から1968年まで存在し、ビーレン、オストキルファー、レーディングハウゼン、シュヴェンニヒドルフ、ヴェストキルファーの町村で構成された。1843年から1888年までこのアムトはアムト・ビュンデとともにアムト・ビュンデ＝レーディングハウゼン連合体として運営された。この地域は1816年にアムト・リムベルクから分離されて以後1843年までレーディングハウゼン教会区となっていた。
- アムト・ビュンデ＝レーディングハウゼン - このアムトはアムト・ビュンデとアムト・レーディングハウゼンから構成され、1843年から1888年まで両アムトの連合体として、共通のアムト長が運営にあたった。本部はビュンデに置かれていた。このアムト連合は1888年に再び元のアムトに分離された。
- アムト・メニングヒュッフェン - このアムトは1843年から1943年まで存在したが、その全期間を通じてアムト・ゴーフェルトとともにアムト・ゴーフェルト＝メニングヒュッフェンとして運営された。アムト・メニングヒュッフェンには、メニングヒュッフェン、オーベルンベックの町村とウーレンブルク耕牧地が含まれた。さらに1919年まではキルヒレンゲルン、ヘーファー、クヴェルンハイム、シュティフト・クヴェルンハイム、クロスターバウエルシャフト、レーマーローの町村もこのアムトに属していたが、新たに創設されたアムト・キルヒレンゲルンとしてこの年に分離された。ウーレンブルク耕牧地は同じ年にハウス・ベックとウーレンブルクに分離されたが、1928年に町村としてウーレンブルクに統合された。
- アムト・ゴーフェルト - このアムトは1843年から1943年まで存在したが、その全期間を通じて連合体アムト・ゴーフェルト＝メニングヒュッフェンとして運営された。アムト・ゴーフェルトはゴーフェルトとレーネの2町村で構成された。
- アムト・ゴーフェルト＝メニングヒュッフェン - このアムトは、アムト・ゴーフェルトとアムト・メニングヒュッフェンとが連合体の形で運営されたもので、1843年から1943年まで存在していた。両アムトは1943年にアムト・レーネとして統合された。1816年から1843年までこの地域はクヴェルンハイム＝メニングヒュッフェン運営管区を形成していた。
- アムト・キルヒレンゲルン - このアムトは1919年から1968年まで存在した。ヘーファー、キルヒレンゲルン、クロスターバウエルシャフト、クヴェルンハイム、レーマーロー、シュティフト・クヴェルンハイム、さらにシュプラドウの一部とジュートテンゲルンの一部が含まれた。ジュートレンゲルンとシュプラドウは1843年からその大部分がアムト・ビュンデに属していた。キルヒレンゲルンは1929年にかつてのオーバーベーメ耕牧地およびシュタインラーケ耕牧地を吸収して拡大した。1843年から1919年までこの地域はアムト・ゴーフェルト＝メニングヒュッフェンに属していた。さらにそれ以前の1813年から1843年まではクヴェルンハイム＝メニングヒュッフェン運営管区に属した。
- アムト・レーネ - このアムトは、アムト・ゴーフェルトとアムト・メニングヒュッフェンとが統合されたもので、1943年から1968年まで存在した。両アムトはこれ以前からアムト・ゴーフェルト＝メニングヒュッフェンとして連合体を形成して運営されていた。アムト・レーネは、ゴーフェルト、レーネ、メニングヒュッフェン、オーベルンベック、ウーレンブルクを包含した。1859年にゴーフェルトの人口 700人にあたる部分が、ミンデン郡に新たに創設されたバート・エーンハウゼン市に移管された。
- アムト・ヘルフォルト - このアムトは1843年から1968年まで存在した。このアムトには、シュヴァイヒェルン、ベルムベック、ズンデルン、ディーブロック、アイクム、エルファーディッセン、ファルケンディーク、ラール、シュヴァルツェンモーア、シュテーデフロイントの町村とオーバーベーメ耕牧地が含まれた。オーバーベーメ耕牧地は1929年にキルヒレンゲルンと合併した。1950年にシュヴァイヒェルンとベルムベックとが、シュヴァイヒェルン＝ベルムベックとして合併した。ヘルフォルト市はアムトに属しておらず、1911年以降は郡独立市となった。このアムトはアムト・ヒデンハウゼンと連合体を形成し、アムト・ヒデンハウゼン＝ヘルフォルトとして運営された。
- アムト・ヒデンハウゼン - このアムトは1843年から1968年まで存在し、ブシュテット、アイルスハウゼン、ヒデンハウゼン、リッピングハウゼン、エッティングハウゼンを含んだ。このアムトはアムト・ヘルフォルトと連合体アムト・ヒデンハウゼン＝ヘルフォルトを形成していた。1843年までこの地域はヒデンハウゼン教会区であった。
- アムト・ヒデンハウゼン＝ヘルフォルト - このアムトは1843年から1968年まで、アムト・ヒデンハウゼンとアムト・ヘルフォルトとの連合体として存在した。
- アムト・フロートー - このアムト管区は、フロートー市とエクスター、ヴァルドルフの町村で構成された。このアムトは1843年から1968年まで存在した。1865年頃に、エクスターはゾルターヴィッシュを、ヴァルドルフはボンネベルク、ホルヴィーゼン、シュタインブリュンドルフおよびヴェーレンドルフを吸収して拡大した。
- アムト・シュペンゲ - このアムトは1843年から1868年まで存在した。シュペンゲとヴァレンブリュックは、1813年からすでに自治体の原型が存在していた。1843年に町村バルデュッティングドルフ、ヒュッカー＝アッシェン、レンツィングハウゼン、シュペンゲ、ヴァレンブリュックからこのアムトが形成された。
- アムト・エンガー - このアムトは1843年から1968年まで存在した。このアムトにはベルケ＝シュタインベック、ベーゼンカンプ、ドライエン、エンガー市、ヘリングハウゼン、オルディングハウゼン、ペディングハウゼン、ジーレ、ヴェスターエンガーが含まれた。1816年から1843年までこの地域はエンガー運営管区に含まれた。ヘリングハウゼン＝オストは1843年以前にヘルフォルト市に編入されていた。

1968年の時点で本郡は、北から時計回りに以下の郡と境を接していた: リュベッケ郡、ミンデン郡、レムゴ郡、ビーレフェルト郡、ハレ郡、およびニーダーザクセン州メレ郡。郡庁所在地のヘルフォルトは大部分が郡域で囲まれ、南東部がレムゴ郡と接していた。

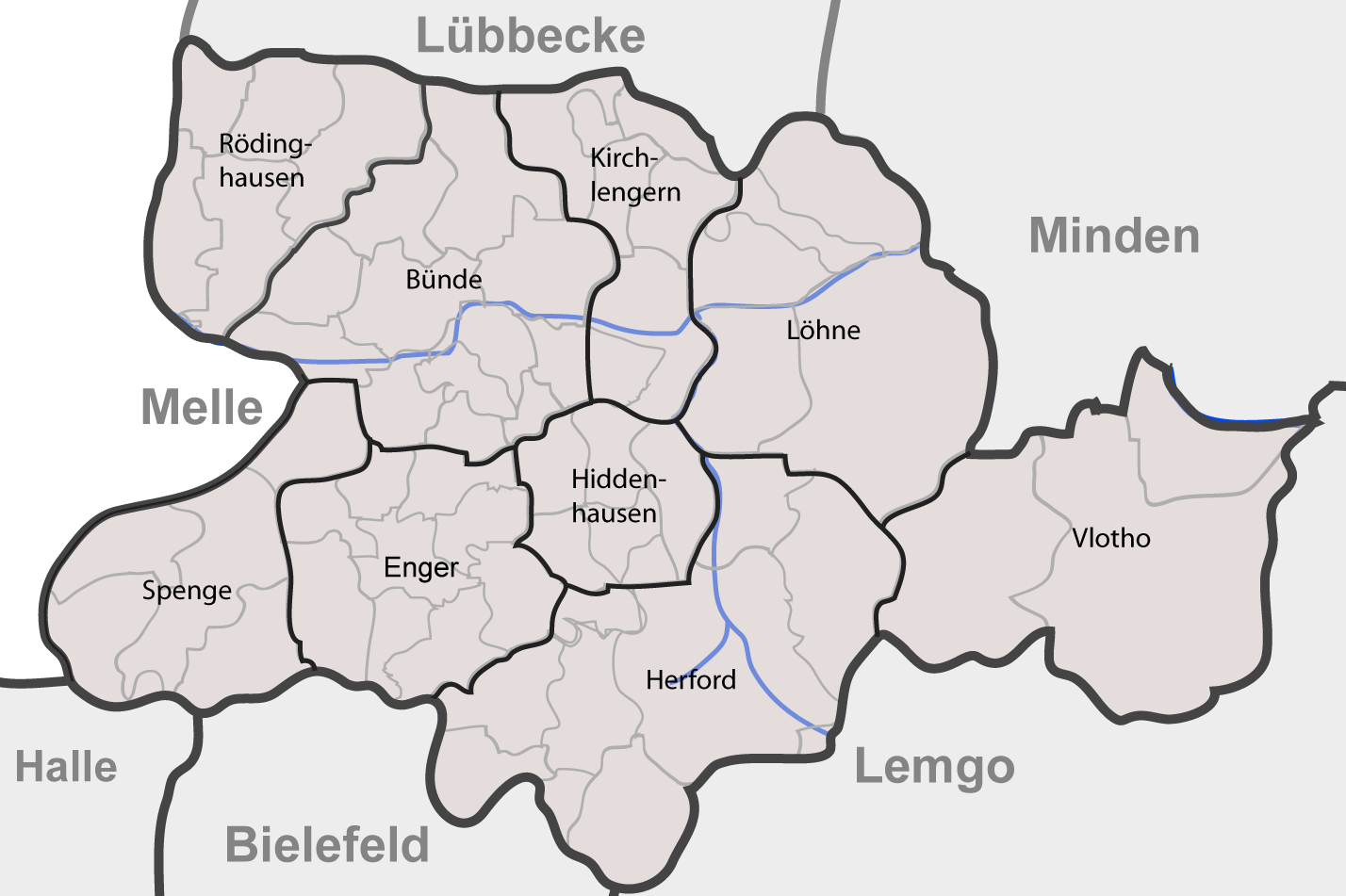
1969年の市町村再編

#### 1969年以後
1969年1月1日にヘルフォルト市とヘルフォルト郡 (Landkreis Herford) は、ヘルフォルト郡 (Kreis Herford) として統合された。郡域は、それまでアムトに属さない市であったビュンデ市と8つのアムト合わせて57市町村およびヘルフォルト市を包含し、これらは6市3町村に再編成された。市町村の統廃合はしばしばアムトの区割りに準拠した。9市町村は以下のように編成された。
- ビュンデ、市、アムト・エニヒロー、ジュートレンゲルン＝ハイデ（西部）およびブシュテットの大部分
- エンガー、市、ヘリングハウゼン＝オストを除くアムト・エンガー全域
- ヘルフォルト、市、ノルトヴェステンを除くアムト・ヘルフォルト＝ヒデンハウゼンおよびヘリングハウゼン＝オスト
- ヒデンハウゼン、町村、ブシュテットの大部分を除くアムト・ヒデンハウゼン北西部
- キルヒレンゲルン、町村、アムト・キルヒレンゲルンにジュートレンゲルン＝ドルフ（東部）を加えた地域
- レーネ、市、アムト・レーネ全域
- レーディングハウゼン、町村、アムト・レーディングハウゼン全域
- シュペンゲ、市、アムト・シュペンゲ全域
- フロートー、市、アムト・フロートー全域

1973年、ビーレフェルト法の成立に伴い、それまでミンデン郡に属していたウッフェルンがフロートーに編入された。これにより郡は東に拡大した。それ以前の郡の面積は 438.9 km2 であった。

## 住民

ヘルフォルト郡の人口推移。赤いグラフは当時のヘルフォルト都市郡、青いグラフは当時の（ヘルフォルト市を除く）ヘルフォルト郡、黒いグラフがヘルフォルト郡全域の人口推移である。

### 1816年以降の人口推移
以下の一覧表は、各時点でのヘルフォルト郡の人口である。1832年から1968年までその郡域はほとんど変更されていない。1832年1月1日にビュンデ郡の大部分が合併し、レーメ教会区（デーメ、ローエ、レーメ）がミンデン郡へ、イェレンベック教会区（ニーダーイェレンベックおよびオーバーイェレンベック）がビーレフェルト郡へ移管される大きな郡域の変更があった。また、1860年にバート・エーンハウゼン成立に伴いゴーフェルトの一部がミンデン郡に移管されている。さらに1973年1月1日にウッフェルンがミンデン郡から本郡に移管されたことが郡域と人口に影響を及ぼしている。
1970年までと1987年の数値は国勢調査による。また、1975年以降は州のデータ管理統計局の調査結果による。1975年から1985年までの数値は推定値であり、1990年の数値は1987年の人口調査結果に基づく外挿値である。
| 年                | 人口（人） |
| ----------------- | ---------- |
| 1818年 (12月31日) | 21,911     |
| 1822年 (12月31日) | 23,756     |
| 1825年 (12月31日) | 24,649     |
| 1831年 (12月31日) | 25,588     |
| 1834年 (12月31日) | 57,509     |
| 1837年 (12月31日) | 59,284     |
| 1840年 (12月31日) | 65,076     |
| 1843年 (12月31日) | 65,715     |
| 1846年 (12月3日)  | 67,748     |
| 1849年 (12月3日)  | 69,160     |
| 1852 (12月3日)    | 69,553     |

| 年               | 人口（人） |
| ---------------- | ---------- |
| 1855年 (12月3日) | 67,151     |
| 1858年 (12月3日) | 66,674     |
| 1861年 (12月3日) | 67,717     |
| 1864年 (12月3日) | 69,039     |
| 1867年 (12月3日) | 69,307     |
| 1871年 (12月1日) | 68,795     |
| 1880年 (12月1日) | 76,427     |
| 1885年 (12月1日) | 79,764     |
| 1890年 (12月1日) | 87,068     |
| 1895年 (12月1日) | 94,553     |
| 1900年 (12月1日) | 105,582    |

| 年                | 人口    | 人口    | 人口     |
| 年                | 合計    | 郡      | 都市郡   |
| ----------------- | ------- | ------- | -------- |
| 1905年 (12月1日)  | 116,705 | –       | –        |
| 1910年 (12月1日)  | 127,157 | 94,630  | 32,527 1 |
| 1925年 (6月16日)  | 140,667 | 104,727 | 35,940   |
| 1933年 (6月16日)  | 153,559 | 115,023 | 38,536   |
| 1939年 (5月17日)  | 162,748 | 120,409 | 42,339   |
| 1946年 (10月29日) | 195,199 | 151,317 | 43,882   |
| 1950年 (9月13日)  | 212,048 | 161,941 | 50,107   |
| 1961年 (6月6日)   | 220,164 | 164,501 | 55,663   |
| 1970年 (5月27日)  | 228,495 | –       | –        |

| 年                | 人口（人） |
| ----------------- | ---------- |
| 1975年 (12月31日) | 234,275    |
| 1980年 (12月31日) | 232,478    |
| 1985年 (12月31日) | 225,598    |
| 1987年 (5月25日)  | 227,548    |
| 1990年 (12月31日) | 238,231    |
| 1995年 (12月31日) | 250,768    |
| 2000年 (12月31日) | 254,754    |
| 2005年 (12月31日) | 254,507    |
| 2007年 (12月31日) | 252,949    |
| 2008年 (12月31日) | 251,567    |

1 1910年12月1日の欄に記入されているが、実際には1911年4月1日の都市郡創設時の人口である。

### 言語
ヘルフォルト郡の住民は、わずかにヴェストファーレン東部のアクセントがある高地ドイツ語を話している。ドイツの標準語が確立される以前は、低地ドイツ語のヴェストファーレン東部の方言であるラーフェンスベルガー方言の使用が普通であった。低地ドイツ語は郡内でもさらに変化していた。こうした方言は、高齢のわずかな住民が使うだけとなった。

### 宗教

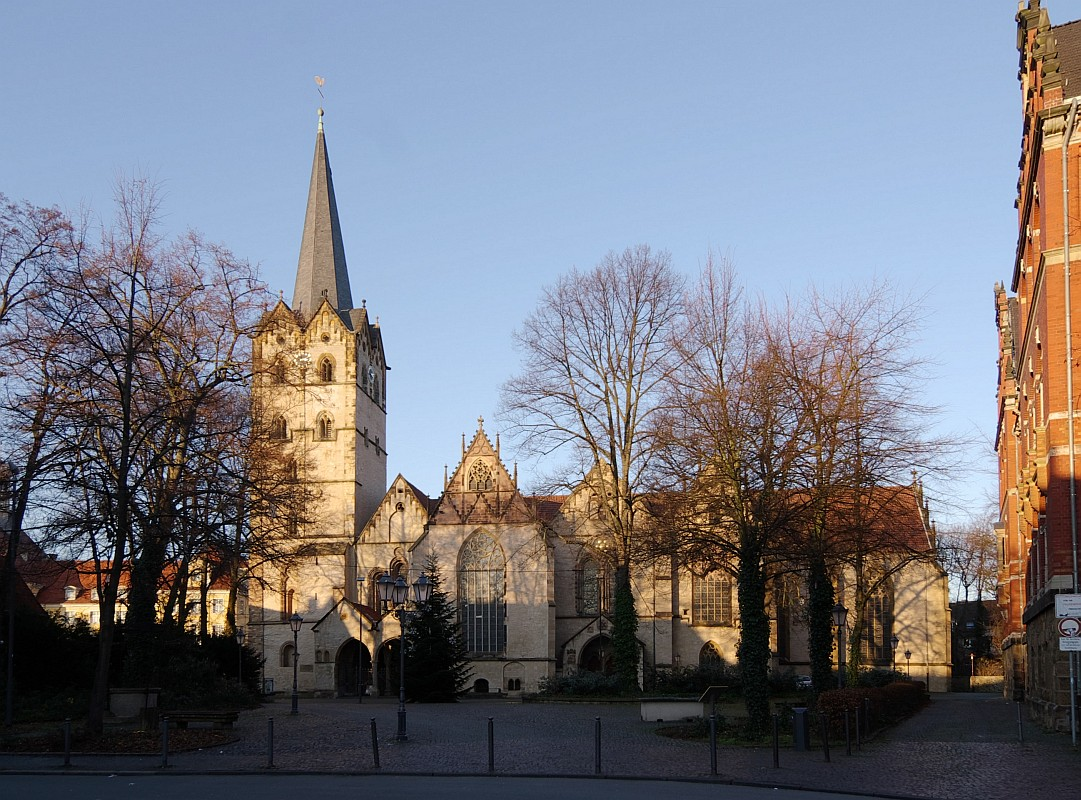
福音主義ルター派のヘルフォルト聖堂

2006年の調査によれば、ヘルフォルト郡の住民の多く (59 % 以上) は福音主義地方教会を信仰している。この背景には何世紀にもわたってプロテスタントのラーフェンスベルク伯領、およびミンデン侯領に属していたことがある。両侯領とも遅くとも1648年にはプロテスタントのプロイセンの統治下に置かれ、16世紀半ばにはすでにルター派の教義を受け容れていた。ローマ＝カトリックの住民は 20 % 以下である。それぞれの町村すべてにカトリックの教会があるわけではない。カトリック系住民は主に第二次世界大戦後にこの郡に移住した者である。住民の約 3 - 4 % がイスラム教を信仰している。イスラム教の施設はビュンデやレーネにある。ヘルフォルトには小規模なユダヤ教組織もある。

#### 福音主義教会
ヘルフォルト教会クライスは、ヴェストファーレン福音主義教会に属し、1818年に設立された。当時は旧プロイセン連合福音主義教会のヴェストファーレン教会管区の一部であった。初めは、ヘルフォルト市内の4つの教会組織、ドルフ・ベルク（シュティフトベルク）、イェレンベック、エクスター、ヴァルドルフ、フロートー（カルヴァン主義およびルター派）、レーメ、レーディングハウゼン、ビュンデ、ヒデンハウゼン、ゴーフェルト、レーネ、エンガー、シュペンゲ、ヴァレンベックが教会クライスに属した。エクスター、ゴーフェルト、レーメ、ヴァルドルフ、フロートーは、1836年から新たにフロートー教会クライスを形成した。イェレンベックは、政治上の改編直後に教会組織上もビーレフェルトに編入された。これに対して、キルヒレンゲルン、メニングヒュッフェン、シュティフト・クヴェルンハイムはヘルフォルト教会クライスに加わった。シュペンゲとヴァレンブリュックは、1964年までの約100年間、ハレ教会クライスに属していた。これらとともにヒュッカー＝アッシェンがヘルフォルト教会クライスに参加した。現在、5つの地域がこの教会クライスに属している。
| 地域                 | 教会組織 |
| -------------------- | --- |
| ビュンデ             | ビュンデ＝リディア、デュンネ、エニヒロー、ハーゲドルン、ホルゼン＝アーレ、ヘンネブロック＝ヒュッフェン＝ヴェルフェン、キルヒレンゲルン、レーディングハウゼン（ビーレン教区を含む）、シュプラドウ、シュティフト・クヴェルンハイム、ヴェストキルファー |
| エンガー＝シュペンゲ | エンガー、シュペンゲ |
| ヘルフォルト         | エルファーディッセン、エンマウス、ミッテ、ヘリングハウゼン、クロイツ、ラール、マリエン・シュティフト・ベルク、ペトリ（カルヴァン主義） |
| ヒデンハウゼン       | アイルスハウゼン、ヒデンハウゼン、リッピングハウゼン、エッティングハウゼン、シュヴァイヒェルン＝ズンデルン＝ベルムベック |
| レーネ               | レーネ、メニングヒュッフェン、オーベルンベック、ジームスホーフ |

30の教会組織には、68人の牧師がおり、54の幼稚園がある。ヘルフォルトのハンザ通りに本部を構えるヘルフォルト教会クライスは約13万人の信者を擁している。
フロートー教会クライスに属す政治上のレーネとフロートーが教会組織上分離するまで、ヘルフォルト教会クライスは行政上のヘルフォルト郡と対応していた。フロートー教会クライスの地域は行政上の領域と一致している。
| 地域       | 教会組織 |
| ---------- | --- |
| レーネ     | ゴーフェルト、マーネン、ヴィッテル |
| フロートー | ボンネベルク、エクスター、ウッフェルン、ヴァルドルフ、ザンクト・シュテファン（フロートー＝シュタット）、ヴェーレンドルフ、ザンクト・ヨハニス（カルヴァン主義） |

#### カトリック教会
カトリック教会組織は、パーダーボルン大司教区ヘルフォルト＝ミンデン首席司祭区に属す。本郡域では以下の教会組織あるいは教会連合がこの首席司祭区を構成している。
| 教会連合             | 教会組織                                                                           |
| -------------------- | ---------------------------------------------------------------------------------- |
| ビュンダー・ラント   | ビュンデ聖ヨーゼフ、ホルゼン聖ミヒャエル、キルヒレンゲルン聖マリエン               |
| ヘルフォルト         | ヘルフォルト・マリア・フリーデン、ヘルフォルト洗礼者聖ヨハネ、ヘルフォルト聖パウロ |
| レーネ＝フロートー   | レーネ聖ラウレンティウス、エクスター聖ヘドヴィヒ、フロートー聖十字架               |
| ヴィドゥキンツラント | アイルスハウゼン聖ボニファティウス、エンガー聖ディオニシウス、シュペンゲ聖ヨーゼフ |

## 行政

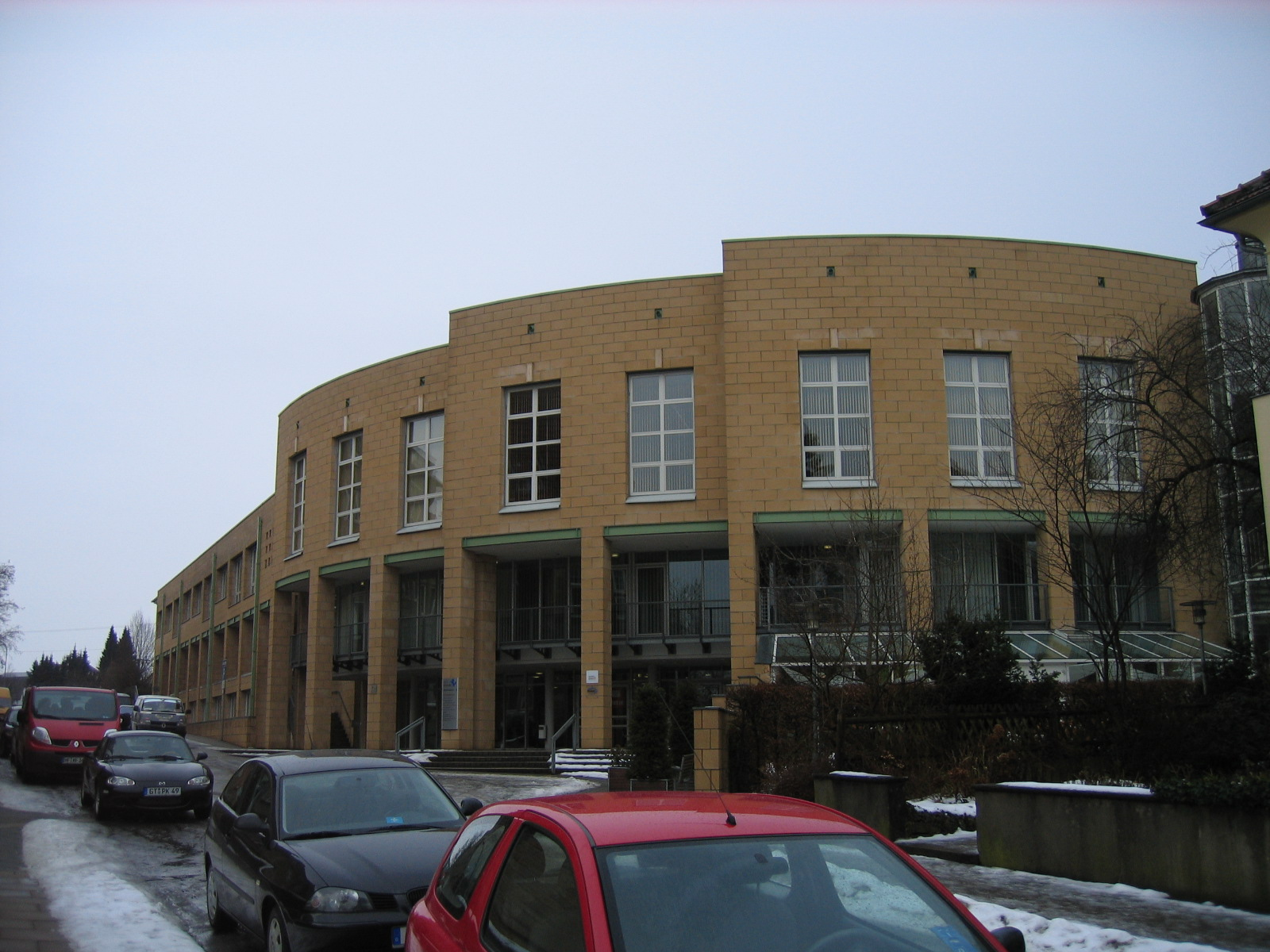
郡庁舎

### 郡長
本郡の郡長は1999年から直接選挙で選出されている。オーバークライスディレクター（上級郡管理者）の職は1999年に廃止された。これ以後、郡行政の長の職責は郡長が引き継いだ。公式に代表者としての機能を代行する副郡長は 2人いる。行政機能を代行する副郡長はクライスディレクター（郡管理者）と呼ばれる。
2003年5月4日から2009年10月まで、フロートーの元市長リーゼローレ・クルレンダー (CDU) がヘルフォルト郡の郡長を務めた。彼女は 52.29 % の票を獲得して、女性で初めて本郡のトップに選出された。しかし 2009年8月30日の郡長選挙では、CDUとFDPが推薦したシュペンゲの元市長クリスティアン・マンツが有効投票数の 48.15 % の票を獲得して後任に選ばれた。マンツの任期は2015年9月までで、9月13日の選挙に立候補はしなかった。この選挙ではユルゲン・ミュラー (SPD) が 53.25 % の票を獲得して郡長に選出され、SPD初のヘルフォルト郡郡長となった。
第二次世界大戦後の郡長を列記する。
- 1945年 - 1946年: フリードリヒ・フォン・レール
- 1946年 - 1962年: アウグスト・グリーゼ
- 1962年 - 1977年: エルンスト・アルブレヒト
- 1977年 - 1989年: ジークフリート・モーニング
- 1989年 - 1999年: ゲルハルト・ヴァッテンベルク
- 1999年 - 2003年: ハンス＝ゲオルク・クルーゲ
- 2003年 - 2009年: リーゼローレ・クルレンダー
- 2009年 - 2015年: クリスティアン・マンツ
- 2015年 - : ユルゲン・ミュラー

また、歴代のオーバークライスディレクターは以下の通り。
- 1945年 - 1954年: ハンス・フリードリヒス
- 1954年 - 1958年: ヴォルフガング・ロルケ
- 1958年 - 1965年: ギュンター・バンツァー
- 1965年 - 1974年: ヴォルフガング・クール
- 1975年 - 1985年: マンフレート・ラガティ
- 1985年 - 1999年: ヘンニング・クライボーム

### 郡の運営
ヘルフォルト郡には約 600人の職員がいる。その大部分がヘルフォルト郡庁舎あるいはその周辺で勤務している。最も大きな例外が、キルヒレーゲルンにある道路交通部である。
郡行政は、それぞれ異なる業務分野を担当し、その権限を集約的に掌握する 4つの部門（デツェルナート）で構成されている。
- 部門I: 会計調査、金融、経済振興など
- 部門II: 医療、健康、水利、塵芥処理などの衛生
- 部門III: 教育、学校、文化施設の運営、スポーツ振興
- 部門IV: 建設、道路規制、自動車登録、食品衛生、測地測量

この他、郡警察署、教育局、公務員管理機関、公正委員会は郡長の直属である。

### 郡議会
| 政党        | 2020年     | 2020年 | 議席数 | 議席数 | 議席数 | 議席数 | 議席数 |
| 政党        | 得票率 (%) | 議席数 | 2014年 | 2009年 | 2004年 | 1999年 | 1994年 |
| ----------- | ---------- | ------ | ------ | ------ | ------ | ------ | ------ |
| SPD         | 35.4       | 18     | 20     | 18     | 20     | 22     | 27     |
| CDU         | 29.9       | 15     | 18     | 18     | 21     | 25     | 23     |
| GRÜNE       | 16.0       | 8      | 5      | 5      | 4      | 3      | 5      |
| DIE LINKE   | 3.3        | 2      | 2      | 2      | -      | -      | -      |
| AfD         | 5.9        | 3      | 2      | -      | -      | -      | -      |
| FDP         | 3.8        | 2      | 2      | t      | 3      | 2      | -      |
| UWG-Kreis * | 2.9        | 1      | 1      | 2      | 2      | -      | -      |
| Die PARTEI  | 2.9        | 1      | -      | -      | -      | -      | -      |
| 合計        | 100        | 50     | 50     | 50     | 50     | 52     | 55     |

* 2014年までは FW。

### 紋章

ヘルフォルト郡の旧い紋章。右上にラウブルに似た十字が描かれている

ヘルフォルト郡の紋章の銀地に黒い跳ねる馬は、ザクセン公ヴィドゥキントを想起させる。彼の棺はエンガーの参事会教会にあり、遺骸もそこにあると推測されている。ザクセン公領の独立を目指す戦いは、772年から804年の長きにわたったフランク王カール大帝との戦いによって打ち砕かれた。ヴィテキントのエンゲルン族は、当時ラーフェンベルガー盆地に定住していた。伝説は、以下のエピソードを伝えている。ヴィテキントは自分の洗礼式に黒い雄馬で乗り付けた。この強制された洗礼の後、カール大帝はヴィッテキントに白馬を贈った。この白馬は後にヴェストファーレンの紋章に描かれた。本郡はヴィテキンツラント（ヴィッテキントの国）と自称している。この紋章は 1938年8月10日に認可された。黒いヴェストファーレンの馬は国家社会主義の反キリスト教思想のシンボルと見なされた。1946年4月に、それまで紋章の左上（向かって右上）角に描かれていた棍棒状に先端が太くなったヴィンケルクロイツ（曲がった十字）が取り除かれた。この棍棒型十字はラウブルと呼ばれるケルト十字に似ている。取り除かれた理由は、これがハーケンクロイツを連想させるというものであった。1970年にこの紋章は新たなヘルフォルト郡の紋章となった。

### 姉妹地区、友好地区

#### 姉妹地区、姉妹都市
- ヴォワロン（フランス、イゼール県）グルノーブルの近くに位置するヴォワロンは1966年からの姉妹都市である。これ以後、毎年数多くの学生や青年グループがこの姉妹都市を訪れている。
- シベニク（クロアチア、シベニク＝クニン郡）人口10万人のこの都市は、1970年からヘルフォルト郡の姉妹都市となっている。サークル、学校、青年グループなど数多くの交流プロジェクトを行っており、その意義は高く評価されている。
- レンフルーシャー（イギリス、スコットランド）人口約17万人。1972年に姉妹自治体となった。こことも多くの交流プロジェクトを行っている。
- Condega（ニカラグア、エステリ県）この人口13万人のニカラグアの都市とは、1988年から姉妹都市となっている。この姉妹都市提携は、人々の生活環境を改善することを目的とした自治体行政上の発展的パートナーシップによるものである。

#### （非公式な）友好協定
- バッサーノ・デル・グラッパ（イタリア、ヴェネト州）ヴォワロンの姉妹都市
- ゴジュフ・ヴィエルコポルスキ（ポーランド、ルブシュ県）郡庁所在地ヘルフォルト市の姉妹都市。ヘルフォルト郡とゴジュフとの間に公式な姉妹都市協定はないが、ヘルフォルトし以外の郡全域で交流プロジェクトが行われている。
- イェルガヴァ（ラトビア、ゼムガレ地方）1989年から青年交流プロジェクトが行われている。
- クインシー（アメリカ合衆国、イリノイ州）人口42,000人のこの都市へは、19世紀にこの地域の多くの住民が移住した。1991年に公式な友好都市協定が結ばれた。

## 文化と見所

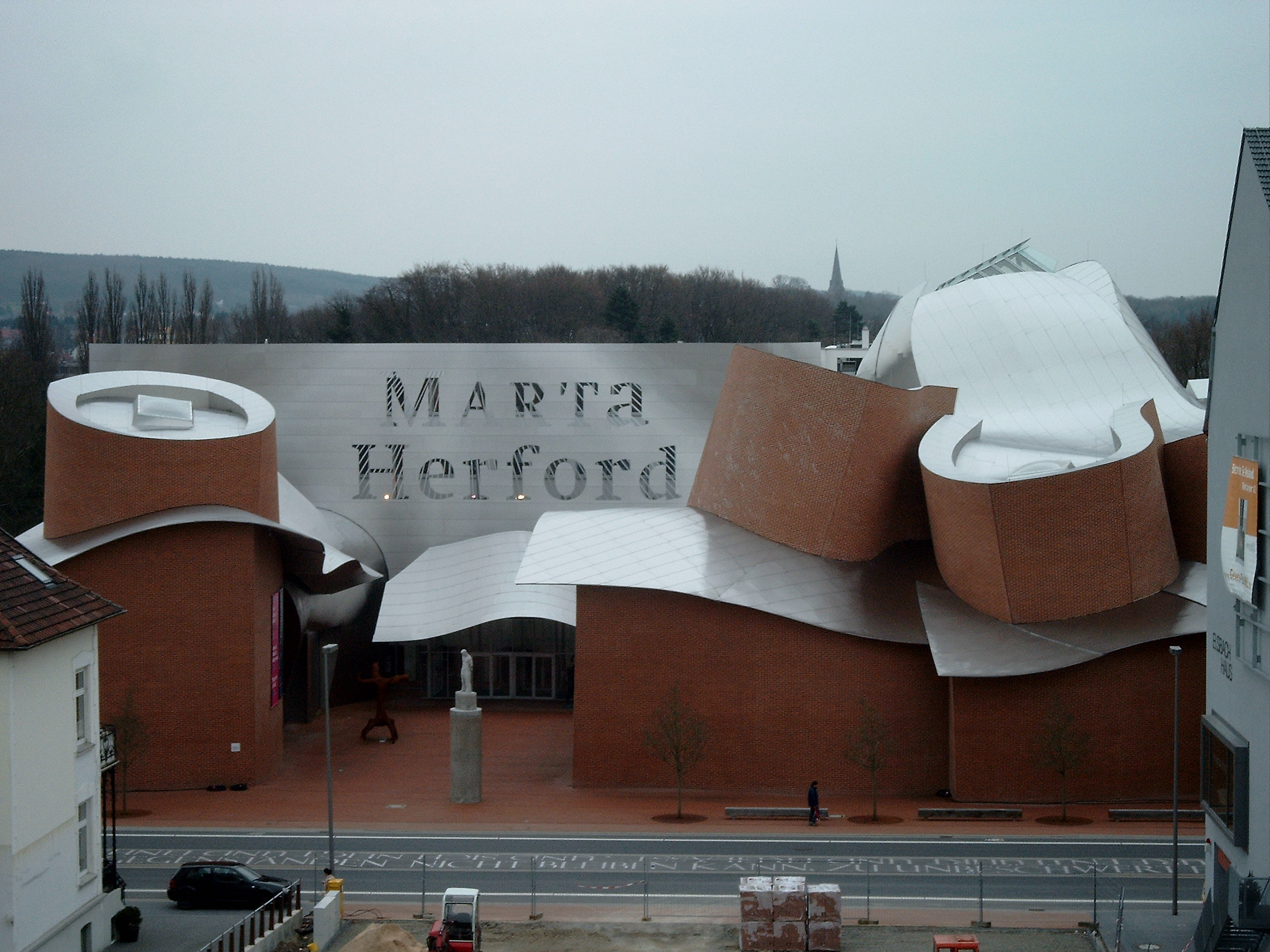
MARTa ヘルフォルト

### 劇場、博物館・美術館、音楽
本郡最大の劇場はヘルフォルト市立劇場で、688席を有し、客演興行に利用されている。最も重要な博物館・美術館は、現代芸術とデザインの「MARTa ヘルフォルト」、この地域のタバコ産業の歴史を紹介したビュンデの「ドイツ・タバコ・シガレット博物館」、ドーベルクからの展示品がある「ドーベルク博物館 － オストヴェストファーレン＝リッペ地質学博物館」である。ヘルフォルトにはノルトライン＝ヴェストファーレン州で最も重要なオーケストラの1つである北西ドイツ・フィルハーモニー管弦楽団がある。この他ヘルフォルトは教会音楽大学の所在地でもある。

### 建造物と公園

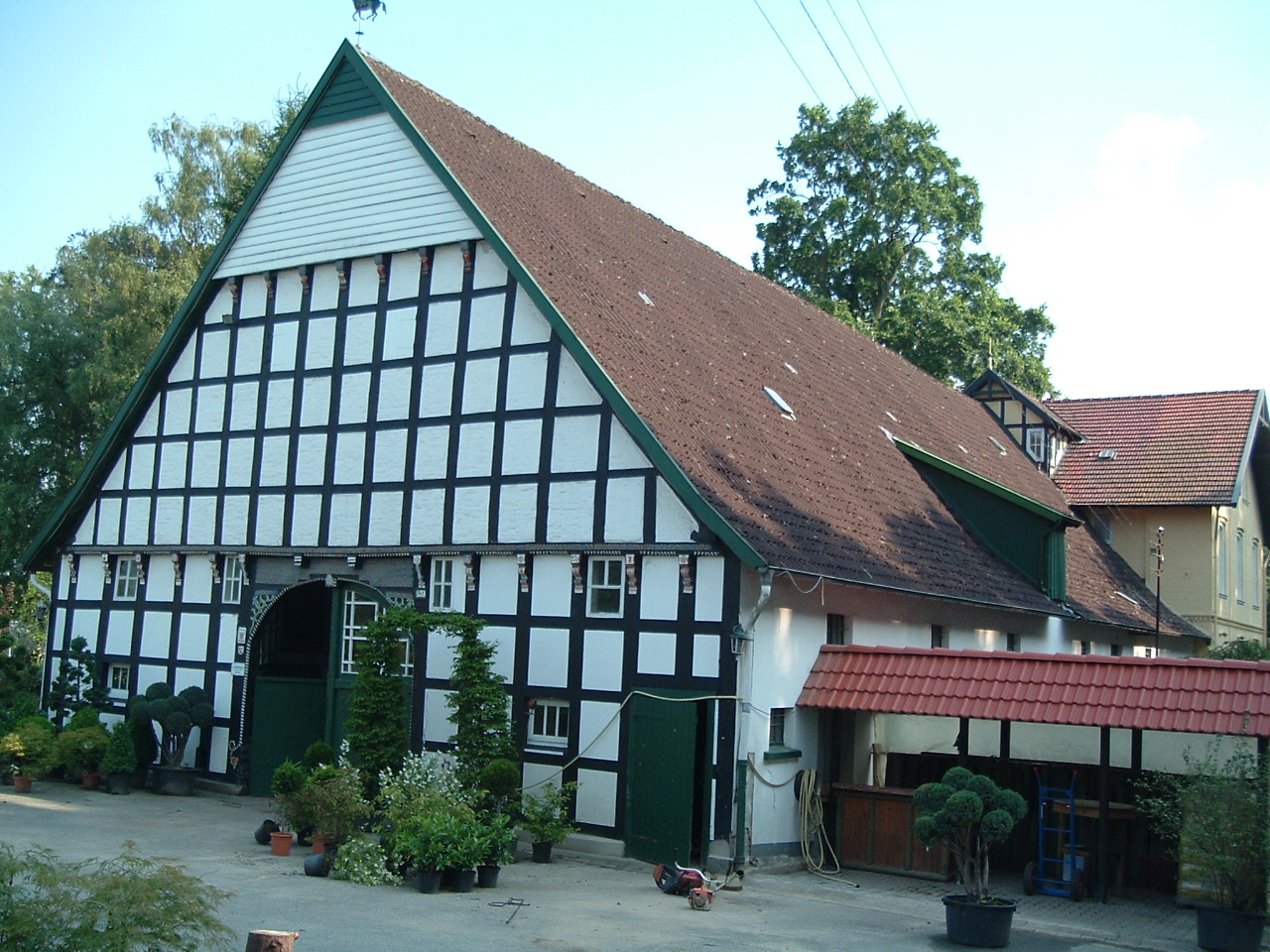
エーガーの木組み建築

建築的あるいは歴史的に重要な教会建築としては、13世紀のヘルフォルト聖堂、14世紀建造のヘルフォルトの旧巡礼教会ヤコービ教会、ビュンデのラウレンティウス教会、レーディングハウゼンの聖バルトロメウス教会（ともにおそらく 8世紀創建）、さらにヴィドゥキントの墓所があるエンガー参事会教会や、ヘルフォルト聖堂と同じく女子修道会の中心地であり、中世にはここから大きな権力で地域一帯を統治したキルヒレンゲルンの修道院教会がある。現存する大規模な水城や城館（領主館）には、レーネのウーレンブルク城、ヒデンハウゼンのグート・ブシュテットの水城、レーディングハウゼンのグート・ベッケルの水城や、851年創建のキルファー館がある。郡内にはさらに、特徴的な Geckpfahl （柱で幾何学的に装飾されたファサード）と緑の破風を持つラーフェンスベルク地方に典型的な木組みの大きな屋敷が数多く遺されている。フランク・ゲーリーによる MARTa ヘルフォルトの建物は、郡内で最も有名な近代建築である。有名な公園には、レーネのマギッシェス・ヴァッサーの公園がある。この公園には、2000年の州のガーデンショのためにアクア・マジカが造られた。

### スポーツ
郡内最大のスタジアムは、18,000人の観客を収容できるヘルフォルトのルートヴィヒ＝ヤーン・シュターディオンである。現在ここでは、郡内で最も有名な2つのサッカークラブであるヘルフォルト SV（2. 女子サッカー・ブンデスリーガ・ノルト）と SC ヘルフォルト（ランデスリーガ・ヴェストファーレン）がホームゲームを開催している。ハンドボールクラブの TuS シュペンゲは、ハンドボール・レギオナルリーガに参加している。アイスホッケーのヘルフォルト EV の前身となったクラブであるヘルフォルト EG は1994年にアイスホッケー・ブンデスリーガ 2部への昇格目前となった。プレイ・オフ・ラケッツ・ヘルフォルトの女子チームはドイツ・スカッシュ選手権で何度も優勝している。

### 自然
居住密度の高い本郡では、わずかな森林保護区や自然保護区が近郊保養地として特に高い意義を持っている。観光業は、本郡においてはわずかな役割を担っているに過ぎない。郡の北西部には TERRA.vita 自然公園（旧トイトブルクの森北部＝ヴィーエン山地自然公園）がわずかにかかっている。郡内の 39カ所が自然保護区に指定されているが、その面積は郡全体の 3.64 % である。デトモルト行政管区全体に占める自然保護区の割合は 6.3 % であり、本郡の自然保護区占有率が低いことがわかる。本郡の自然保護区区の多くは、ラーフェンスベルク地方特有の低湿地を保護するため、あるいは主にレーディングハウゼンとフロートーにあるわずかに遺された自然に近い状態の森を護るために指定されたものである。
各市町村の自然保護地域は以下の通り。（2011年1月1日現在。複数の市町村にまたがる場合は、重複して記載している。）
| 市町村               | 自然保護区 | 数 | 市町村内の自然保護区面積 (ha) | 自然保護区占有率 (%) | 自然保護区の位置 |
| -------------------- | --- | -- | ----------------------------- | -------------------- | ---------------- |
| ビュンデ             | ブシュテッター・ホルツ、ドーベルク、エルゼアウエ、ゲヴィングハウザー・バッハタール、ハービヒホルスター・ヴィーゼンタール、ツィーゲライグルーベ・エニヒロー | 6  | 175.22                        | 2.95                 | Herford          |
| エンガー             | アスベーケタール、エンガー・ブルーフ | 2  | 77.00                         | 1.87                 | Herford          |
| ヘルフォルト         | アスベーケ＝キンツバッハタール、ブラムシェルバッハ＝ナーゲルスバッハタール（2地区）、フュレンブルーフ、ヤンマータール、ウーレンバッハタール | 6  | 351.93                        | 4.45                 | Herford          |
| ヒデンハウゼン       | ブシュテッター・ホルツ、ブシュテッター・ヴィーゼン、フュレンブルーフ | 3  | 175.86                        | 7.37                 | Herford          |
| キルヒレンゲルン     | エルゼアウエ、レーマーロー＝メンニングヒュッファー・ミューレンバッハ | 2  | 240.97                        | 7.13                 | Herford          |
| レーネ               | ブルートヴィーゼ、ブラムシェバッハ＝ナーゲルスバッハタール、レーマーロー＝メンニングヒュッファー・ミューレンバッハ、ズートバッハタール | 4  | 163.62                        | 2.75                 | Herford          |
| レーディングハウゼン | ゲーレ、ハービヒホルスター・ヴィーゼンタール、キルファーバッハタール、シーレンベーケ、ヴェーマーホルスター・ヴィーゼンタール | 6  | 191.73                        | 5.29                 | Herford          |
| シュペンゲ           | ツーレンブッシュ、ヴァルメナウ | 2  | 56.16                         | 1.39                 | Herford          |
| フロートー           | アルンホルツ、ボルステンバッハ、アイベルク、ハイデホルツ、クライナーゼルベルク、リンネンベーケ、ミッテルバッハタール、パターベルク、プレーゲライジーク、ザルツェ＝グリムケタール、ザントグルーベ・エクスター、ジーベンシュテュッケン、フロートーア・ヴェーザーヴィーゼン | 13 | 204.07                        | 2.65                 | Herford          |

## 経済と社会資本

### 経済構造と労働市場
ヘルフォルト郡は、リネン産業（19世紀まで）やタバコ産業（1960年代まで）が著しく衰退した後、ヨーロッパのキッチン家具製造の中心地に発展した。ヨーロッパで製造されるキッチン家具の 1/3 が本郡で生産されている。さらに家具製造業の下請けとして機械製造業も発展した。郡内で最も多くの従業員を擁しているのがヘッティヒ・グループである。また、郡内にはモード関連企業も数多くある。公益に関わる企業で最大なのが、ヘルフォルト貯蓄銀行と E.ON ヴェストファーレン・ヴェーザーである。本郡の経済は中規模企業が支えている。農業に従事する労働者は 1 % に満たない。被雇用者の 45 % 以上が第二次産業、約 54 % が第三次産業に従事している。労働者 1人あたりの域内総生産額 57,652 ユーロ、住民 1人あたりの購買力 5,369 ユーロという数値により、ヘルフォルト郡は2005年にオストヴェストファーレン＝リッペ地方で最も経済力の高い郡であった。2013年8月現在のヘルフォルト郡の失業率は、6.6 % である。

### 交通

#### 道路交通
郡内を連邦アウトバーン A2号線および A30号線が通っている。連邦道 B239号線（デトモルト - ヘルフォルト - キルヒレンゲルン - リュベッケ）は郡を南北に結ぶ重要な道路であり、ヘルフォルト付近では自動車道として拡充されている。この他の重要な道路としては、連邦道 B61号線（ビーレフェルト - ヘルフォルト - レーネ）、B514号線（フロートー - バート・エーンハウゼン）、B482号線（フロートー - ポルタ・ヴェストファーリカ）がある。
ヘルフォルト郡を管轄する道路交通局はキルヒレンゲルンに本部がある。
道路交通局の報告によると、2011年1月1日現在、ヘルフォルト郡では 168,354台の原動機付き車輌（乗用車、輸送用車輌、バス、オートバイなど）が登録されている。このうち、乗用車が 143,916台、バスやトラックなどの輸送用車輌が 13,106台、オートバイが 11,332 台である。人口 1,000人あたり乗用車が 575台という数値は、ノルトライン＝ヴェストファーレン州の 53 の郡および郡独立市の中で 3番目に高い値である。

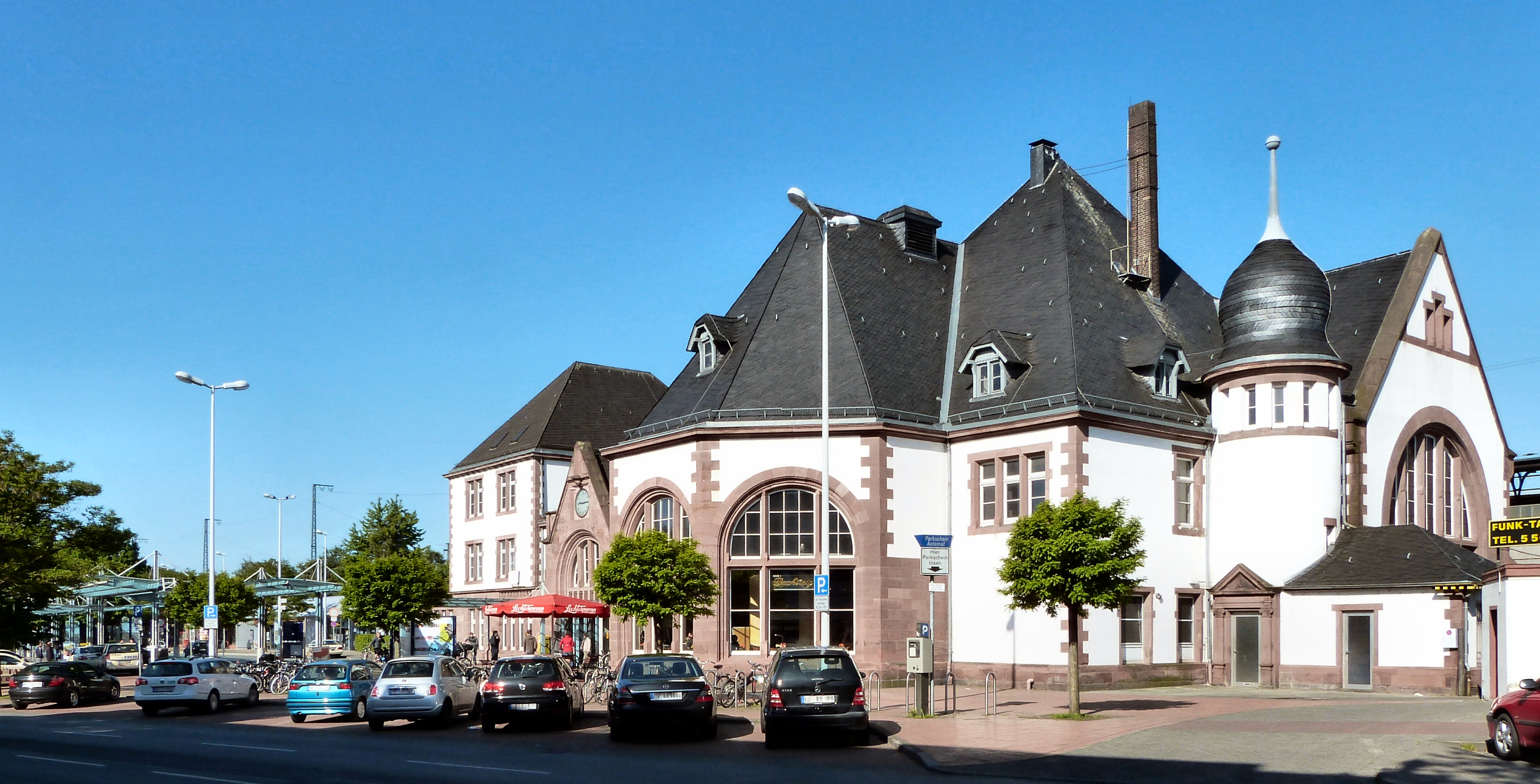
ヘルフォルト駅

#### 鉄道およびバス
郡域を東西方向に重要な幹線鉄道である ベルリン - ハノーファー - ルール地方線およびハノーファー - オスナブリュック - アムステルダム線が通っている。これらからは 2本の単線の支線が分岐している。1つは、ラーフェンスベルガー鉄道 ヘルフォルト - ビュンデ - ラーデン線で、かつてはズーリンゲンを経由してブレーメンまで通じていた。この区間の再開が現在、議論となっている。もう1つはヴェーザー鉄道（ビュンデ -）レーネ - ヒルデスハイム線である。
ヘルフォルト郡は、オストヴェストファーレン＝リッペ地方で 2番目に発着数の多いレギオナルバーン駅を有している。重要な駅は、ヘルフォルト駅（IC、まれに ICE）、ビュンデ駅（IC）である。レーネ駅はかつての全国的な重要性を失い、ローカル列車の停車駅となっている。この他の駅としては、ビーレン駅、シュヴェンニングドルフ＝ノイエ駅、ミューレ駅、ヒデンハウゼン＝シュヴァイヒェルン駅、キルヒレンゲルン駅、フロートー駅、ブルーフミューレン駅（ニーダーザクセン州との州境の駅）がある。
ヘルフォルト軽便鉄道は廃止され、大部分が撤去されている。1897年から1937年までキルヒレンゲルンとオーバーリュッベ（現在はヒレの町内）とを結ぶ別の軽便鉄道「ヴァリュッカー・ヴィレム」があった。

#### 飛行場と空港
最寄りの飛行場はメレ＝グレーネガウ飛行場とヴェンネベック飛行場である。
最寄りの国際空港は、パーダーボルン・リップシュタット国際空港およびミュンスター・オスナブリュック国際空港である。

#### 自転車道
数多くの広域自転車道や地域自転車道が郡内を走っている。ウェルネス自転車ルート、ヴェーザー＝リッペ鉄道自転車ルート、ゾーレヴェーク、エルゼ＝ヴェレ自転車道などである。また、HF1 から HF9 まで総延長 151 km の自転車道によって、ヘルフォルト郡内のすべての市町村へ往来することが可能である。

#### 水上交通
郡内で唯一の水上交通路であるヴェーザー川は、フロートー付近を通っている。かつて重要な港であったフロートー港は、近隣のミンデン港にその重要性を凌駕された。

### 公共機関
郡の行政機関は、道路交通局（キルヒレンゲルン）を除き、ヘルフォルトにある。全国的な行政機関としては、ビュンデに中央納税表示署がある。これはタバコ製品の納税証明のための帯封を交付する役所である。郡内には 3つの病院がある。ビュンデの福音主義ルカ病院、ヘルフォルト・クリニクム、同じくヘルフォルトにあるマチルデ病院である。

### 司法
ビュンデ区裁判所がビュンデ、レーディングハウゼン、キルヒレンゲルンを、ヘルフォルト区裁判所がヘルフォルト、エンガー、シュペンゲ、ヒデンハウゼンを管轄している。フロートー市はバート・エーンハウゼン区裁判所の管轄である。これらの上級裁判所はビーレフェルト地方裁判所である。

### 軍事
ヘルフォルトはイギリス軍第1装甲師団の司令部および約 900人の兵士の駐留地である。ラインダーレン司令本部の閉鎖後、ヘルフォルトはドイツ駐留イギリス軍の新たな司令本部として拡充されている。1991年までイギリス管理地区のソヴィエト顧問団がビュンデに駐在していた。郡内唯一のドイツ軍施設が、ヘルフォルトの郡兵員補充局である。

### メディア
日刊紙では、ノイエ・ヴェストフェーリシェとヴェストファーレン＝ブラットが郡内市町村向けのローカル面を用意している。ラジオ・ヘルフォルトはヘルフォルト郡向けのローカル・ラジオ局である。また、ヘルフォルトはイギリス軍の兵士向け放送 BFBS の所在地でもある。

### 教育
ヘルフォルト郡は、郡内の市民大学を運営している。郡内唯一の大学がヘルフォルトのヴェストファーレン福音主義教会の教会音楽単科大学である。郡内には 54校の基礎課程学校（生徒数 11,545人）、5校の本課程学校（2,027人）、10校の実科学校（5,541人）、8校のギムナジウム（7,911人）、6校の総合学校（6,547人）、8校の職業補習高等専門学校と 5校の職業学校がある（2005年10月15日現在）。ヘルフォルトのフリードリヒス＝ギムナジウムは、ドイツで最も長い一貫した伝統を有する学校である。

### 郷土料理
郷土料理は、ヴェストファーレンおよびリッペ地方の料理である。ヘルフォルト郡に関して最も有名なのは、ヒデンハウゼンのフェルゼンケラー醸造所で作られるヘルフォルダー・ピルスである。

## 人物

### 出身者
- ダニエル・ペッペルマン（1662年 - 1736年）ドレスデンのツヴィンガー宮殿の建築家
- カール・シュタインホフ（1892年 - 1981年）ブランデンブルク州首相、ドイツ民主共和国内務大臣

### ゆかりの人物
- ヴィドゥキント（730年頃 - 808年頃）ヴィッテキントとも表記される。遺体はエンガーの参事会教会に埋葬されている。本郡の愛称「ヴィッテキンツクライス」は彼の名にちなんだものである。

## 引用
1. 1 2  Bevölkerung der Gemeinden Nordrhein-Westfalens am 31. Dezember 2023 – Fortschreibung des Bevölkerungsstandes auf Basis des Zensus vom 9. Mai 2011
2. ↑  Sonnenscheindauer: langjährige Mittelwerte 1961 - 1990（2013年9月1日 閲覧）
3. ↑  気温
4. ↑  降水量
5. ↑  日照時間
6. ↑  Landesamt für Datenverarbeitung und Statistik Nordrhein-Westfalen: Kommunalprofil Kreis Herford (PDF; 219 kB)（2013年9月7日 閲覧）
7. ↑  Landesamt für Datenverarbeitung und Statistik Nordrhein-Westfalen: Sonderreihe zur Volkszählung 1987 in Nordrhein-Westfalen, Band 1.1: Bevölkerung, Privathaushalte und Erwerbstätige. Düsseldorf 1989, p. 110.
8. ↑  Statistisches Landesamt Nordrhein-Westfalen: Gemeindestatistik des Landes Nordrhein-Westfalen: Bevölkerungsentwicklung 1816–1871. Düsseldorf 1966, pp. 56–63.
9. ↑  Statistisches Landesamt Nordrhein-Westfalen: Gemeindestatistik des Landes Nordrhein-Westfalen: Bevölkerungsentwicklung 1871–1961. Düsseldorf 1964, pp. 66–67.
10. ↑  Statistisches Landesamt Nordrhein-Westfalen: Die Wohnbevölkerung in den Gemeinden Nordrhein-Westfalens 1970 : Ergebnisse der Volkszählung am 27. Mai 1970. Düsseldorf 1972, p. 41.
11. ↑  Landesamt für Datenverarbeitung und Statistik Nordrhein-Westfalen: Landesdatenbank Nordrhein-Westfalen（2013年9月7日 閲覧）
12. ↑  Matthias E. Borner: Pömpel, Plüdden, Pingeljachd. Grundwortschatz zum Überleben im Wittekindskreis Herford. Verlagsunion Vox Rindvieh, Gütersloh 2011, ISBN 978-3-00-035547-9.
13. ↑  Jürgen Müller (SPD) gewinnt die Landratswahl, Neue Westfälische 2015年9月14日付け（2016年5月31日 閲覧）
14. ↑  “Kreistagswahl Kreis Herford 13.09.2020”. 2022年10月30日閲覧。
15. ↑  Vgl. Siegfried Kesselmeier: Ein Westfälischer Römer. Zum dichterischen Werk Ferdinands von Fürstenberg. In: Norbert Börste, Jörg Ernesti (Hrsg.): Ferdinand von Fürstenberg : Fürstbischof von Paderborn und Münster; Friedensfürst und guter Hirte. Schöningh, Paderborn/ München/ Wien/ Zürich 2004, ISBN 3-506-71319-1, S. 333-357 (Paderborner theologische Studien; Band 42).. S. 343, Fußnote 31.
16. ↑  IHK_Zahlenspiegel 07（2013年9月12日 閲覧）
17. ↑  Arbeitslosenquoten im August 2013（2013年9月12日 閲覧）
18. ↑  Im Kreis rollen mehr Autos auf den Straßen, nw-news.de 2011年4月27日付け（2013年9月12日 閲覧）